# 鄭思贊
鄭思贊（1848年—？），字聽湘，河南省開封府祥符縣人，清朝政治人物、進士出身。
同治三年，河南鄉試中舉。光緒二年，登進士，改戶部廣東司行走。光緒二十年，任戶部廣西司郎中。光緒二十二年，任湖廣道監察御史。